# Antonio Ludeña

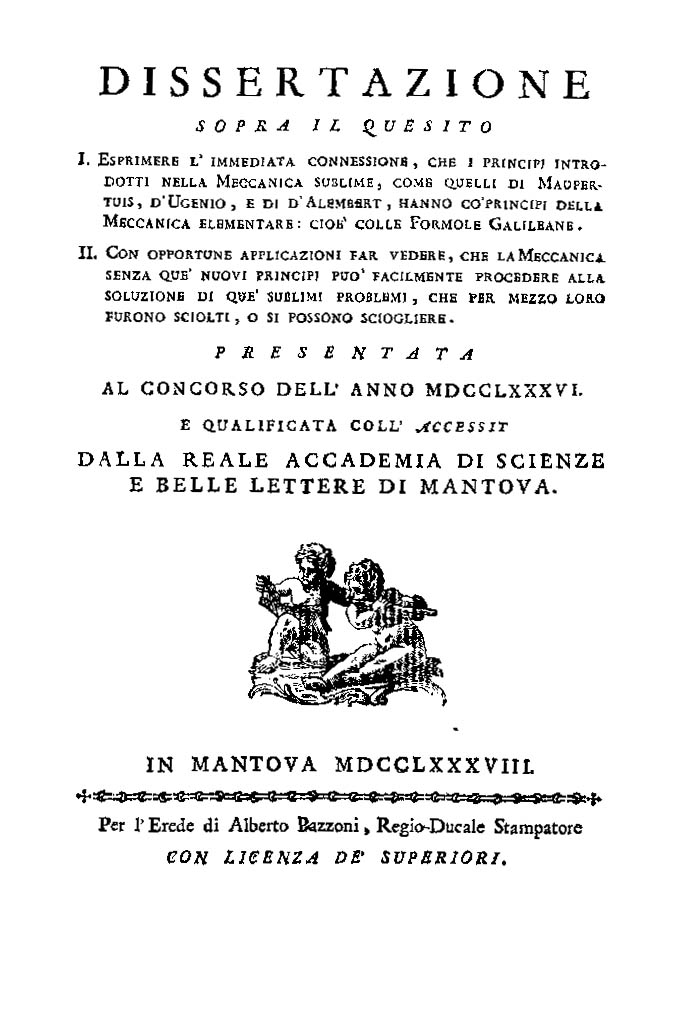
Dissertazione sopra il quesito, 1788

Antonio Ludeña o Ludenna, conosciuto anche come Antoni Ludenya (Almussafes, 23 dicembre 1740 – Cremona, 1º marzo 1820) è stato un matematico, fisico e gesuita spagnolo.

## Biografia
Entrò nella Compagnia di Gesù nel 1758. Negli anni 1760 studiò filosofia a Gerona. Dopo l'espulsione dei gesuiti, promulgata con la pragmatica di Carlo III del 1767, andò in esilio nella penisola italiana. Risiedette a Ferrara e insegnò fisica e matematica all'Università di Camerino, a Parma e al seminario vescovile di Cremona. Nel 1783 e nel 1784, in qualità di professore di Camerino, partecipò alle controversie scientifiche pubblicate nel Giornale Letterario dai Confini d'Italia. Nel 1786 fu ammesso come membro dell'Accademia di Mantova.

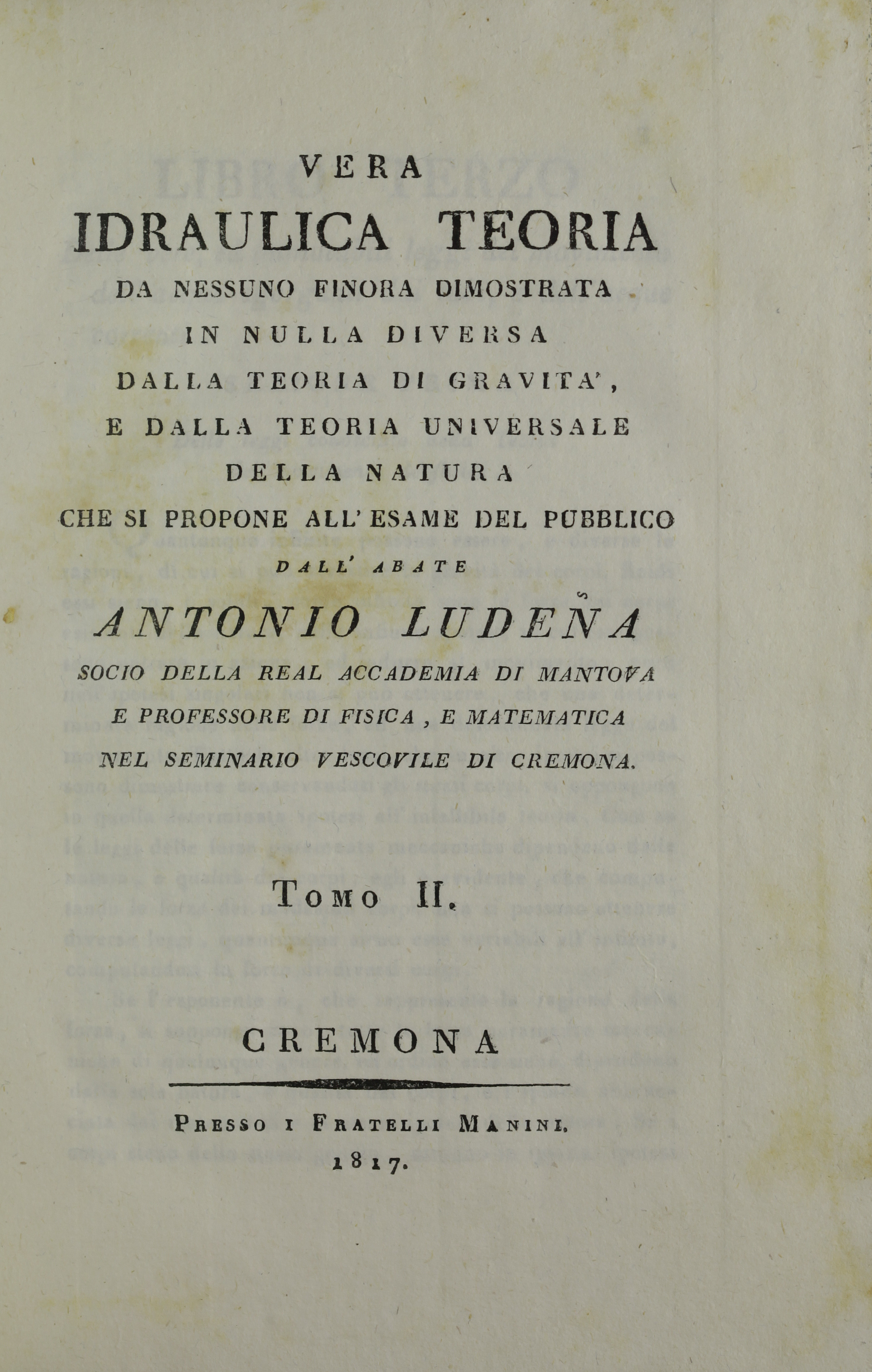
Vera idraulica teoria, 1817

## Opere
- (LA) De vera, et necessaria motus accelerati theoria, Camerini, Vincenzo Gori, 1781.
- Dissertazione sopra il quesito, Mantova, erede di Alberto Pazzoni, 1788.
- Due opuscoli matematici, Venezia, Giacomo Storti, 1793.
- Vera idraulica teoria, vol. 1, Cremona, fratelli Manini, 1817.
- Vera idraulica teoria, vol. 2, Cremona, fratelli Manini, 1817.
- Vera idraulica teoria, vol. 3, Cremona, fratelli Manini, 1818.